# Festival de Cinema da Madeira
O Festival de Cinema da Madeira (em inglês: Madeira Film Festival) é um festival de cinema independente não competitivo, que ocorre anualmente na cidade portuguesa do Funchal, na Madeira. O festival apresenta filmes relacionados com a natureza e, em vez de premiar, atribui o estatuto de "Embaixador da Laurissilva" aos convidados e oferece-lhes, também, uma escultura de uma folha de til. Os convidados são pessoas ligadas à indústria do cinema, internacionais e nacionais, como realizadores e atores.

## História
A primeira edição do Festival de Cinema da Madeira ocorreu em 2012, por iniciativa do realizador escocês Aitken Pearson. O objetivo deste festival é alertar e criar consciência mundial para a preservação ecológica dos recursos naturais, com especial atenção para a floresta Laurissilva da Madeira — Património Mundial da UNESCO —, através da promoção e divulgação do projeto e do seu tema principal.
O festival decorre anualmente no Teatro Municipal, onde são exibidos os filmes, e no Reid's Palace Hotel, onde ocorrem os seminários e workshops, ambos na cidade do Funchal.
Em 2019, após sete edições anuais consecutivas, o Festival não foi realizado sobretudo pela falta de apoios financeiros públicos, por parte do Governo Regional e da Câmara Municipal do Funchal, e também pela ausência da principal responsável, Elsa Gouveia, que se encontra a trabalhar fora da região. A próxima edição esta agendada para os dias 27 de março a 1 de abril de 2020.

## Edições
| Edição | Período                          | Ref    |
| ------ | -------------------------------- | ------ |
| 1.ª    | 2 a 6 de maio de 2012            | [ 2 ]  |
| 2.ª    | 15 a 21 de abril de 2013         | [ 6 ]  |
| 3.ª    | 22 a 27 de abril de 2014         | [ 5 ]  |
| 4.ª    | 27 de abril a 3 de maio de 2015  | [ 9 ]  |
| 5.ª    | 25 de abril a 1 de maio de 2016  | [ 10 ] |
| 6.ª    | 17 a 23 de abril de 2017         | [ 11 ] |
| 7.ª    | 14 a 20 de maio de 2018          | [ 12 ] |
| 8.ª    | 27 de março a 1 de abril de 2020 | [ 8 ]  |

## Organização e financiamento
A organização do festival está a cargo da Associação Cultural e Educacional Creative Madeira, com apoio da Embaixada dos Estados Unidos em Lisboa. Teve um orçamento de 500 000 € em 2014.
A equipa principal do festival é composta por:
- Aitken Pearson — diretor-executivo, curador e fundador
- Elsa Gouveia — coordenadora de workshops e responsável de projetos escolares
- Isabel Dantas — produtora do festival
- Daniel Wallner — diretor técnico